# Qamar Abbas
Qamar Abbas (ur. 1 września 1989) – pakistański zapaśnik walczący w stylu wolnym. Zajął trzynaste miejsce w mistrzostwach Azji w 2015. Srebrny medalista igrzysk wspólnoty narodów w 2014 roku.